# Cité Rotterdam (Strasbourg)
La cité Rotterdam est un grand ensemble situé à Strasbourg, dans le quartier du Conseil des XV.

## Histoire
La cité est le premier grand ensemble construit en France après la Seconde Guerre mondiale, elle fut l'objet d'un concours lancé par le Ministère de la Reconstruction et de l'Urbanisme en 1950 dans le cadre du programme 1000 logements. Eugène Beaudouin gagna le concours et créa 800 logements dans 11 immeubles allant de 2 à 14 étages autour d'un parc paysager et d'une école. 
Les familles les plus nombreuses étaient logées dans les étages inférieurs, alors que les célibataires occupaient les bâtiments les plus hauts. La construction durera 14 mois et les premiers habitants arrivèrent en 1953.

## Description
La structure est en béton armé, les façades sont faites de béton préfabrique et de la brique pour les murs de refends.